# Helmuth Warnke
Helmuth Warnke (31 de julio de 1908-18 de marzo de 2003) fue un pintor de brocha gorda, periodista, empleado de un seguro, comunista y activista por la paz que fue miembro de la resistencia alemana al nazismo.

## Biografía
En 1926, cuando era aprendiz de pintor, Warnke ingresó en el Partido Comunista de Alemania (KPD) y en el mismo año fundó un grupo del KPD en una localidad en Alemania de Norte. A partir de 1927 se comprometió en el KPD en Hamburgo.
En marzo de 1933 Helmuth Warnke y su padre fueron encarcelados en el campo de concentración de Wittmoor hasta el verano de 1933. Al final de 1933 los dos hombres fundaron un grupo de resistencia de comunistas y socialdemócratas.
A principios de octubre de 1934 fueron detenidos nuevamente, maltratados severamente y condenados en 1935 por preparación de alta traición. Helmuth Warnke pasó dos años en el campo de concentración de Fuhlsbüttel. En 1941 Helmuth Warnke fue llamado a filas y tuvo que vigilar a prisioneros de guerra en Francia. A finales de julio de 1944 se dejó capturar por los estadounidenses y sobrevivió a la guerra.
Todavía como prisionero de guerra fundó un Comité para la Paz y la Democracia. Cuando regresó a Hamburgo se convirtió en periodista para la Hamburger Volkszeitung, un periódico comunista. Abandonó el periódico en protesta por el uso de tanques soviéticos en la RDA el 17 de junio de 1953. En enero de 1954 el Partido Comunista de Alemania (KPD) lo expulsó.
Sin embargo Warnke siguió empleándose por las causas que le importaban: contra la amenaza nuclear, contra la destrucción del medio ambiente, por la paz mundial y por asuntos locales, como testigo del Tercer Reich, a quien le encantaba discutir con la generación joven y, cuando ya tenía noventa años, contra el sí de los verdes al uso del ejército alemán en la guerra de Kosovo.